# Kolås-Valtjärnen
Kolås-Valtjärnen är en sjö i Åre kommun i Jämtland och ingår i Indalsälvens huvudavrinningsområde. Sjön har en area på 0,074 kvadratkilometer och ligger 482,2 meter över havet. Kolås-Valtjärnen ligger i Skäckerfjällen Natura 2000-område.

## Delavrinningsområde
Kolås-Valtjärnen ingår i det delavrinningsområde (708302-135487) som SMHI kallar för Mynnar i Hobergsån. Medelhöjden är 604 meter över havet och ytan är 8,24 kvadratkilometer. Det finns inga avrinningsområden uppströms utan avrinningsområdet är högsta punkten. Vattendraget som avvattnar avrinningsområdet har biflödesordning 3, vilket innebär att vattnet flödar genom totalt 3 vattendrag innan det når havet efter 376 kilometer. Avrinningsområdet består mestadels av skog (39 procent), sankmarker (39 procent) och kalfjäll (21 procent). Avrinningsområdet har 0,08 kvadratkilometer vattenytor vilket ger det en sjöprocent på 0,9 procent.